# Саплина, Елена Витальевна
Елена Витальевна Са́плина — советский и российский педагог, кандидат педагогических наук, заведующая кафедрой методики преподавания истории Института истории и политики МПГУ, доцент кафедры методики преподавания истории, обществознания и права Института гуманитарных наук МГПУ (с 2022 г.). Почётный работник общего образования РФ.

## Биография
Елена Витальевна родилась в Москве в академической семье. Окончила исторический факультет Московского государственного педагогического института имени В. И. Ленина в 1982 году. В этом же году стала преподавать в ГБОУ «Школе № 1265» с углублённым изучением французского языка, где работала до 2023 года.
В 1998 году защитила диссертацию на соискание учёной степени кандидата педагогических наук на тему: «Проблема отбора содержания исторического материала для пропедевтического курса начальной школы», научным руководителем выступил кандидат исторических наук Борисов В. М.
В 2015 голу приняла участие в проекте «Война и мир. Читаем роман», где прочитала фрагмент произведения.
Является автором линейки учебников по Окружающему миру (в соавторстве с Саплиным А. И. и Потаповым И. В.) и по истории Древнего мира для 5-го класса (в соавторстве с Немировским А. А. и Соломатиной Е. И.).
На 2023 год выступает в качестве ведущего эксперта ЕГЭ по обществознанию, эксперта ГАОУ ДПО «Московский центр качества образования», председателя предметной комиссии ГИА по обществознанию города Москвы.

### Семья
Муж — кандидат исторических наук, старший научный сотрудник Института всеобщей истории РАН, учитель истории Андрей Иванович Саплин.

## Отзывы
Сергей Бодров-младший: «Вы знаете, мне ваши уроки пригодились в работе!» — признался актёр, говоря об уроках Елены Витальевны Саплиной.

## Награды и звания[1]
- Нагрудный знак «Почётный работник общего образования Российской Федерации».
- Почётное звание «Отличник народного просвещения».
- Лауреат премии Правительства Москвы в области образования.
- Благодарность Комитета Государственной думы РФ по образованию.
- Медаль «В память 850-летия Москвы».
- Лауреат конкурса «Грант Москвы» в области наук и технологий в сфере образования.
- Почётная грамота Департамента образования и науки города Москвы.
- Почётное звание «Ветеран труда».

## Избранная библиография
1. Саплина Е. В., Немировский А. А., Соломатина Е. И. История. Всеобщая история. История Древнего мира: 5-й класс: учебник. М.: Просвещение, 2022. 278 с.
2. Саплина Е. В. Всеобщая история. История Древнего мира. Рабочая тетрадь. М.: Просвещение, 2022.
3. Саплина Е. В. Методическое пособие к учебнику Всеобщая история. История Древнего мира. 8 класс. М.: Просвещение, 2022.
4. Саплина Е. В., Саплин А. И., Потапов И. В. Окружающий мир. 2 класс: учебник. М.: Просвещение, 2022. 144 с.
5. Саплина Е. В., Саплин А. И., Потапов И. В. Окружающий мир. 3 класс: учебник: в 2 ч. Ч. 2. М.: Просвещение, 2022. 158 с.
6. Саплина Е. В., Саплин А. И., Потапов И. В. Окружающий мир. 4 класс: учебник: в 2 ч. Ч. 2. М.: Просвещение, 2022. 109 с.
7. Саплина Е. В., Беглов А. Л., Токарева Е. С. Основы религиозных культур и светской этики. Основы мировых религиозных культур. 4 класс: учебник. М.: Просвещение, 2022. 112 с.
8. Саплина Е. В., Саплин А. И. Основы религиозных культур и светской этики. Основы светской этики. 4 класс: учебник. М.: Просвещение, 2022. 126 с.
9. Саплина Е. В., Черникова Т. В. История ЕГЭ: 25 лучших вариантов: учебное пособие. М.: Просвещение, 2019.
10. Саплина Е. В. Тематические контрольные работы по Истории древнего мира. 5 класс: учебное пособие. М.: Дрофа-Вентана, 2019.
11. Саплина Е. В. Тематические контрольные работы по Истории средних веков. 6 класс: учебное пособие. М.: Дрофа-Вентана, 2019.
12. Саплина Е. В. Как сформулировать цели современного урока обществознания? // Преподавание истории в школе. 2019. № 8. С. 36-40.
13. Сорокин А. А., Половникова А. В., Саплина Е. В., Рутковская Е. Л. Обновление содержания основного общего образования. История. Обществознание. М., 2017. 40 с.
14. Саплина Е. В. История в начальной школе // Преподавание истории в школе. 2008. № 8.
15. Саплина Е. В., Безносов А. Э., Мельникова О. Н., Орлова О. Н. Элективные курсы // Преподавание истории и обществознания в школе. 2007. № 2. С. 46-49. № 3. С. 52-58.
16. Саплина Е. В. Проблемы исторического образования // Вопросы образования. 2005. № 2.
17. Саплина Е. В. Как сделать эффективным урок истории // Преподавание истории в школе. 2002. № 7.